# Вольсдорф (Нижняя Саксония)
Вольсдорф (нем. Wolsdorf) — община в Германии, в земле Нижняя Саксония.
Входит в состав района Хельмштедт. Подчиняется управлению Норд-Эльм. Население составляет 1052 человека (на 31 декабря 2010 года). Занимает площадь 13,17 км².
| Год  | Население |
| ---- | --------- |
| 1990 | 1125      |
| 1995 | 1165      |
| 2000 | 1201      |
| 2005 | 1137      |
| 2010 | 1072      |